# 豊川任氏
豊川任氏（プンチョンニムし、朝鮮語: 풍천임씨）は、朝鮮の氏族の一つ。本貫は黄海南道クァイル郡である。2015年の調査では、143,881人である。
始祖は、中国紹興出身で、高麗に渡来した任温である。任温は、忠烈王時代に慶尚道按察使、朝奉大夫、監門衛大将軍を歴任した。
任温の6代子孫の任澍が、黄海道豊川に定住、豊川任氏を創始した。豊川任氏はのち、北人派の代表的な家門として挙げられる。

## 人口分布と集姓村
人口数、割合はいずれも2015年統計。集姓村のある地域は以下の通りである。
- 江原特別自治道鉄原郡（634人、総人口の1.49%）
  - 葛末面内垈里
  - 葛末面上糸里
  - 東松面大位里
- 江原特別自治道平康郡
  - 南面亭淵里
- 京畿道抱川郡（875人、総人口の0.64%）
  - 蒼水面雲山里
- 慶尚北道慶州市（930人、総人口の0.39%）
  - 南山洞
- 忠清南道保寧市（1,746人、総人口の1.87%。全国で総人口に占める比例が最も高い地域である）
  - 嵋山面勒田里
  - 嵋山面鳳城里
- 忠清北道沃川郡（524人、総人口の1.14%）
  - 東二面細山里[3]